# Jeff Plate
Jeff Plate, född 26 mars 1962 i Montour Falls, Schuyler County, New York, är en amerikansk heavy metal/hårdrock-trumslagare. Han har under många år spelat i och turnerat med Savatage. Plate är också en av medlemmarna i Trans-Siberian Orchestra samt från och med 2007 trumslagare i Metal Church.

## Diskografi (urval)
Album med Savatage
- Japan Live '94 (1995)
- Dead Winter Dead (1995)
- The Wake of Magellan (1997)
- Poets and Madmen (2001)

Studioalbum med Trans-Siberian Orchestra
- Christmas Eve and Other Stories (1996)
- The Christmas Attic (1998)
- Beethoven's Last Night (2000)
- The Lost Christmas Eve (2004)
- Night Castle (2009)

Studioalbum med Metal Church
- A Light in the Dark (2006)
- This Present Wasteland (2008)
- Generation Nothing (2013)
- XI (2016)